# Saint-Jean-de-Sauves
Saint-Jean-de-Sauves és un municipi francès situat al departament de la Viena i a la regió de la Nova Aquitània. L'any 2007 tenia 1.317 habitants.

## Demografia

### Població
El 2007 la població de fet de Saint-Jean-de-Sauves era de 1.317 persones. Hi havia 528 famílies de les quals 174 eren unipersonals (101 homes vivint sols i 73 dones vivint soles), 173 parelles sense fills, 153 parelles amb fills i 28 famílies monoparentals amb fills.
La població ha evolucionat segons el següent gràfic:
Habitants censats

### Habitatges
El 2007 hi havia 747 habitatges, 573 eren l'habitatge principal de la família, 91 eren segones residències i 83 estaven desocupats. 727 eren cases i 18 eren apartaments. Dels 573 habitatges principals, 455 estaven ocupats pels seus propietaris, 94 estaven llogats i ocupats pels llogaters i 24 estaven cedits a títol gratuït; 2 tenien una cambra, 41 en tenien dues, 101 en tenien tres, 164 en tenien quatre i 265 en tenien cinc o més. 465 habitatges disposaven pel capbaix d'una plaça de pàrquing. A 279 habitatges hi havia un automòbil i a 227 n'hi havia dos o més.

### Piràmide de població
La piràmide de població per edats i sexe el 2009 era:
| Homes | Edats   | Dones |
| ----- | ------- | ----- |
| 0     | 95 o +  | 4     |
| 4     | 90 a 94 | 8     |
| 16    | 85 a 89 | 8     |
| 16    | 80 a 84 | 16    |
| 40    | 75 a 79 | 64    |
| 56    | 70 a 74 | 40    |
| 64    | 65 a 69 | 60    |
| 32    | 60 a 64 | 32    |
| 36    | 55 a 59 | 40    |
| 28    | 50 a 54 | 44    |
| 28    | 45 a 49 | 8     |
| 24    | 40 a 44 | 32    |
| 48    | 35 a 39 | 32    |
| 52    | 30 a 34 | 64    |
| 36    | 25 a 29 | 40    |
| 12    | 20 a 24 | 20    |
| 40    | 15 a 19 | 24    |
| 28    | 10 a 14 | 36    |
| 32    | 5 a 9   | 36    |
| 52    | 0 a 4   | 24    |

## Economia
El 2007 la població en edat de treballar era de 734 persones, 527 eren actives i 207 eren inactives. De les 527 persones actives 461 estaven ocupades (259 homes i 202 dones) i 66 estaven aturades (34 homes i 32 dones). De les 207 persones inactives 89 estaven jubilades, 50 estaven estudiant i 68 estaven classificades com a «altres inactius».

### Ingressos
El 2009 a Saint-Jean-de-Sauves hi havia 575 unitats fiscals que integraven 1.301,5 persones, la mediana anual d'ingressos fiscals per persona era de 14.521 €.

### Activitats econòmiques
Dels 46 establiments que hi havia el 2007, 3 eren d'empreses extractives, 2 d'empreses alimentàries, 2 d'empreses de fabricació d'altres productes industrials, 11 d'empreses de construcció, 12 d'empreses de comerç i reparació d'automòbils, 1 d'una empresa de transport, 2 d'empreses d'hostatgeria i restauració, 1 d'una empresa financera, 3 d'empreses de serveis, 4 d'entitats de l'administració pública i 5 d'empreses classificades com a «altres activitats de serveis».
Dels 20 establiments de servei als particulars que hi havia el 2009, 1 era una oficina d'administració d'Hisenda pública, 1 gendarmeria, 1 oficina de correu, 1 una oficina bancària, 1 funerària, 1 taller de reparació d'automòbils i de material agrícola, 4 paletes, 1 guixaire pintor, 1 fusteria, 4 electricistes, 1 empresa de construcció, 2 perruqueries i 1 restaurant.
Dels 4 establiments comercials que hi havia el 2009, 1 era una botiga de més de 120 m², 1 una botiga de menys de 120 m² i 2 fleques.
L'any 2000 a Saint-Jean-de-Sauves hi havia 70 explotacions agrícoles que ocupaven un total de 3.312 hectàrees.

## Equipaments sanitaris i escolars
El 2009 hi havia 1 farmàcia i 1 ambulància.
El 2009 hi havia una escola elemental. Saint-Jean-de-Sauves disposava d'un col·legi d'educació secundària amb 194 alumnes.

## Poblacions més properes
El següent diagrama mostra les poblacions més properes.